# Фатма-султанија (ћерка Ахмеда I)
Фатма-султанија је била ћерка Ахмеда I и султаније Косем.

## Рођење
Фатма-султанија је рођена 1608 године. Највероватније је добила име по тетки султана Ахмеда, Фатма султанији, коју је он веома поштовао. 
Након смрти султана Ахмеда 1617. преселила са мајком и сестрама у Стари двор, где су живеле до 1623. године.

## Бракови током владавине Мурата IV
Султанија Фатма је османска султанија која је склопила највише бракова икада. Само за време владавине свог брата Мурата IV склопила осам познатих бракова.
Највероватније је још неколико пута склопила брак; речено је да се султанија Фатма једне године удата чак четири пута, али је речено да су паше практично одмах пали у немилост султана и бивали погубљени.
Фатмин први познати брак склопљен је у октобру 1623. године са Шехит Али-пашом, који је умро убрзо након венчања, почетком 1624. године. Током непуна два месеца 1624. године била је удата за Великог везира Кеманкеш Кара Али-пашу, који је погубљен по наређењу њеног брата и мајке.
Нешто касније током исте године, удата је за Чаталчали Хасан-пашу, адмирала флоте. Из њиховог брака рођен је син Хасан, који је умро као одојче. Њен муж је био изузетно веран султаније Косем, што је разбеснео султана Мурата  те је 1626. године разрешио овај брак разводом. Хасан-паша је наставио да обавља државне дужности све до 1631. године, када га је отровао Топал Реџеп-паша (супруг Гевхерхан-султаније), да би га се ослободио.
Из сачуваних харемских писама, одмах након развода, Кoсем је планирала одмах да уда Фатму за великог везира Хафиз Ахмед-пашу, али је ипак одлучила да уда њену старију сестру Ајше. Зато се Фатма удаје за вођу јањичара и намесника Египта Кара Мустафа-пашу. Брак је трајао до децембра 1628. године, јер га је њен брат Мурат погубио због акције ”супротне закону Божјем”. 
Након тога, Фатма се удала 1629. године за Сарач Хасан-пашу, који је убрзо умро. Након тога се удала за Качаникли Мехмед-пашу , намесника Скопља. Брак је трајао до лета 1631. године, када је паша преминуо.
Постоји запис из октобра 1631. године да је султанија Фатма, која је од лета 1631. године била удовица намесника Скопља, већ на јесен била обећана Капудан-паши Џанполадзаде Мустафи.
Већ почетком 1632. године, Фатма се удаје за Џанполадзаде Мустафа-пашу. У то време он је био адмирал флоте. Када је склопио брак са султановом сестром, Мурат га је ослободио дужности адмирала флоте, и поставио га је за намесника Анатолије. Неки верују да је ово био њен најсрећнији брак, с обзиром да је у овом браку родила синове Хусеин-бега (1633—1681; оженио се 1666. године Ајше-султанијом) и Сулејман-бега (1635-1665). Међутим, Мустафа-паша бива погубљен 2. јула 1636. године од стране њеног брата Мурата. Ово је довело до потпуног нарушавања односа између султана Мурата и Фатме-султаније.  
Речено је да се након погубљења Мустафа-паше султанија Фатма лично посвађала са својим братом-султаном, који ју за казну због оштроречивости прислино удао за Јусуф-пашу Машковића (познатијег као Коџа Јусуф-пашу) до краја године. Са Јусуф-пашом остала у браку све до његове смрти 1658. године, када га је султан Мехмед IV, Фатмин братанић погубио након освојења Кандије. Са њим је имала сина Омер-бега.

## Живот током владавине султана Ибрахима
Султанија Фатма је примала 430 апера дневно током владавине њеног брата Ибрахима. Првим делом његове владавине њен супруг Јусуф-паша је био главни савезник њене мајке Косем у државним пословима. Током 1647. године, пала је у немилост султана јер је одбила да са својим сестрама Ајше и Ханзаде и братаницом Кајом да служи султанију Хумашах.

## Бракови током владавине султана Мехмеда IV
Њен најпознатији брак склопљен је 29. априла 1662. са Мелек Ахмед-пашом, супругом Каје-султаније, ћерке Мурата IV. Брак је договорен против воље обе стране; Ахмед-паша је брак сматрао казном великог везира Мехмед-паше Ћуприлића. Сам Ћуприлић, који је био десна рука султаније Турхан, нашалио се да је присилио Ахмед-пашу да ”нахрани слона”, алудирајући на њене нескромне захтеве и да ће му бити јако тешко да задовољи Фатмине материјалне потребе. У ноћи венчања, Фатма је свом новом мужу дала низ захтева у вези са финансијама за 'њено одржавање'. Ахмед је одбио захтеве своје жене јер је износ био превелик. Фатма је рекла да ће се у том случају развести, па ће морати да врати мираз једнак износу пореза прикупљеног за годину дана у Египту. У случај је био умешан велики везир, који је успео да реши несугласице између супружника. Познато је и писмо где се Ахмед-паша жалио Евлији-челебији на мучан суживот са Фатмом-султанијом, рекавши му или да му је боље да умре, него да остане са њом. Паши су се услишиле молитве, јер је умро 1. септембра 1662. у палати Фатме-султаније у Ејупу. Његово имање требало је дати држави, али је Фатма дошла у сукоб са великим везиром Ахмед-пашом Ћурпилићем због тога. У овом сукобу, Мехмед је стао на страну своје тетке која је успела да обезбеди право на сву имовину преминулог мужа.
Према речима Евлија-челебије, Фатмин брак са Мелек-пашом јој је био тринаести по реду.
Већ у септембру 1663. године Фатма се удаје за намесника Багдада Канбур Мустафа-пашу, до његове смрти 1666. године. Султанија Турхан и Ахмед-паша Ћуприлић су видели у Фатми претњу и хтели да пошаљу султанију заједно са супругом у Багдад, међутим, Фатма је убедила свог братанића да остане у престоници. Последњи брак Фатма-султанија је склопила у октобру 1667. године са Козбекчи Јусуф-пашом, намесником Силистре, који је трајао до њене смрти.

## Смрт
Фатма-султанија је умрла у марту 1671. године у својој палати у Ејупу и сахрањена је у џамији Султана Ахмеда. 

## Личност и легенде
Фатма је од малена описивана као размажена и пробирљива девојчица. Познато је да је била другачија од својих сестара, да није личила на њих и да је знала да буде јако хладна. Иако је имала дупло више бракова него њена сестра Ајше, прича се да није жалила ни за једним од својих мужева, јер није нарочито била ни везана за њих, осим за свог супруга Џамполадзаде Мустафа-пашу (ум. 1636) којег је волела. Током владавине свог брата Мурата, држала се подаље од палате јер није била у добрим односима са њим. 
Кажу да је била способна, мудра и врло оштроречива. Била је позната по опседнутости накитом, чак је имала ризницу драгоценог накита који је, поред све имовине коју је поседовала, поклонила султанији Гулнуш, супрузи њеног братанића Мехмеда. Верује се да је то урадила у инат султанији Турхан, са којом је имала јако лош однос због убиства њене мајке. Међутим, Фатма је била поштована од стране Мехмеда IV, који је једној од својих ћерки дао име у њену част. Због претње коју је Турхан видела у Фатми, покушавала је да је пошаље ван Истанбула, у провинције где би морала да прати своје мужеве, али је Мехмет дозволио својој тетки да остане у престоници. Државници су је у међусобним разговорима често исмевали због њеног понашања, гордости и броја бракова.
Поред силног накита и новца који је поседовала, важила је и за јако лепо обучену султанију тог времена. Чак је и Мелек Ахмед-паша прве брачне ноћи био запањен њеном екстраваганцијом и елеганцијом. Саградила је фонтану на путу око џамије Ахмед-паше у Топкапију. 
Читавог њеног живота заузимала је престижно и поштовано место у династији, како у палати тако и у државној управи. По изласку из Топкапија водила је луксузан живот у својој вили у округу Ејуп, три салаша и на својим многобројним имањима. Речено је да су предмети које је користила у својој вили били опипљив показатељ колико је њен живот био луксузан. Њена одећа и накит су вредели читаво богатство. Њена значајнија одећа укључивала је скупа и упадљива крзна, кафтане и каишеве. Међу накитом имала је сатове, наруквице, минђуше и бисере – украшене драгим камењем попут дијаманата, рубина и смарагда.
Према писању француских амбасадора из тог времена, била је најбогатија султанија икада после Михримах-султаније, ћерке Сулејмана Величанственог. Само милион аспера је оставила хасеки султанији султанији Гулнуш.
Недуго након њене сахране, процењено је 25. марта 1671. године да је износ њене покретне и непокретне имовине 7,277,549 сребрњака.